# Urophora sinica
Urophora sinica
 es una especie de insecto del género Urophora de la familia Tephritidae del orden Diptera. 
Zia la describió científicamente por primera vez en el año 1938.